# Gasballon

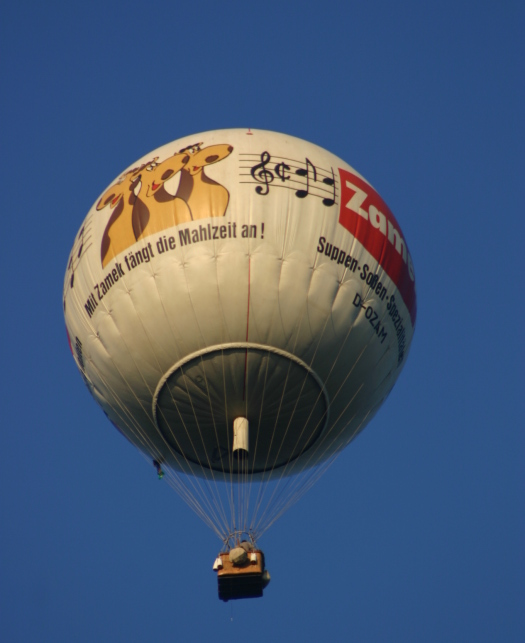
Gasballon D-OZAM über Gelsenkirchen

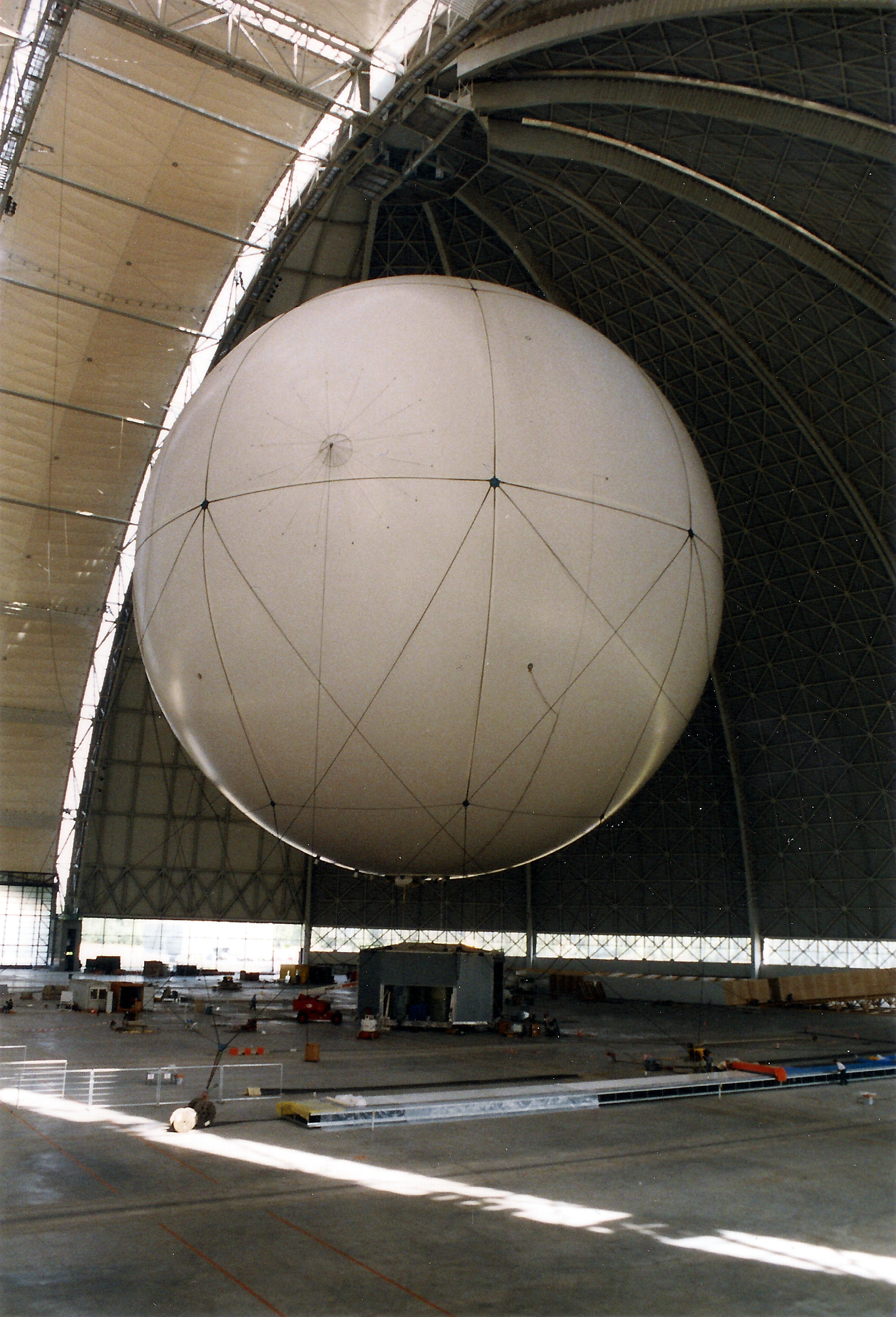
Ein Transportballon in der Cargolifter-Werfthalle

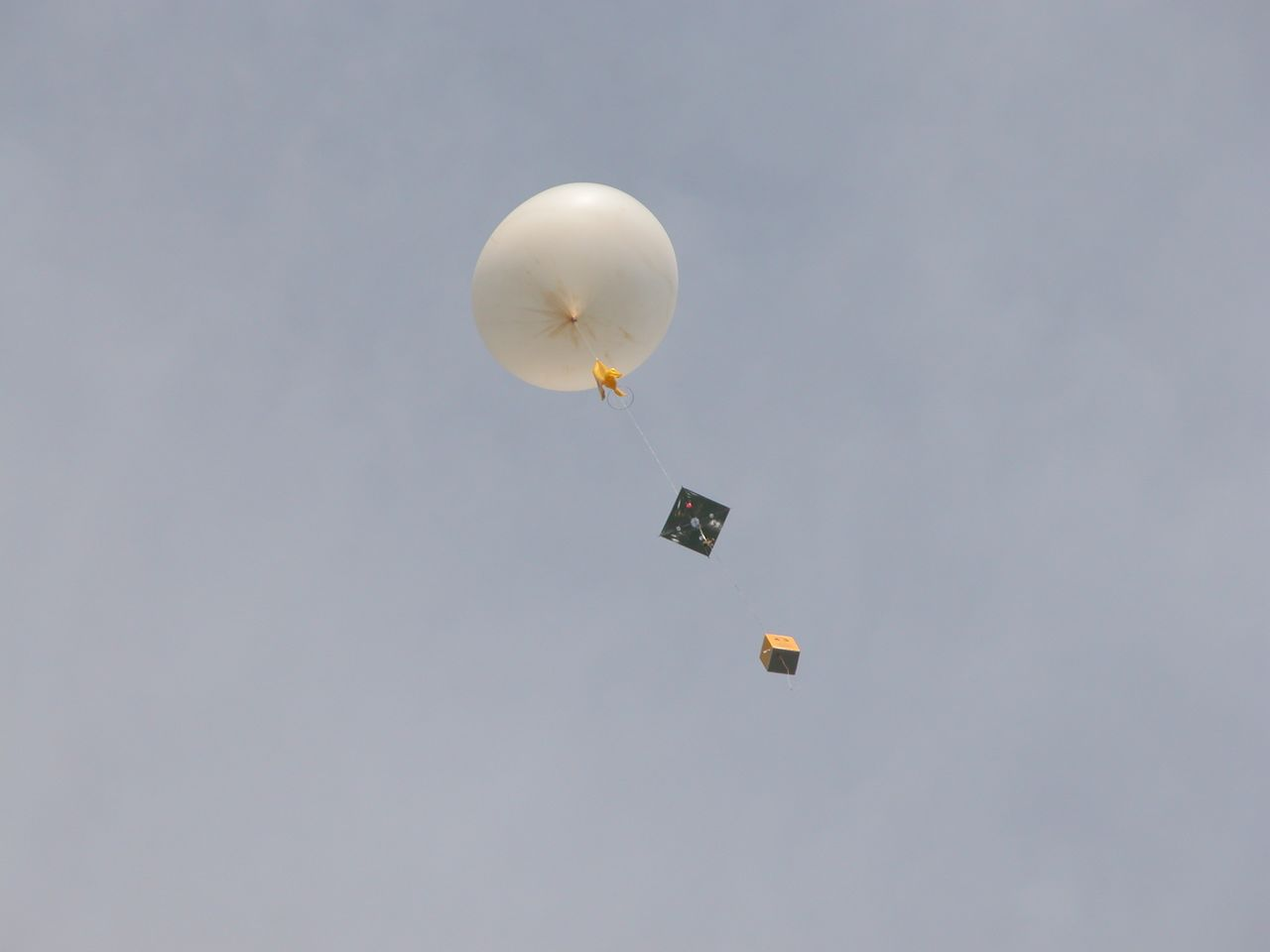
Ein gasgefüllter Wetterballon

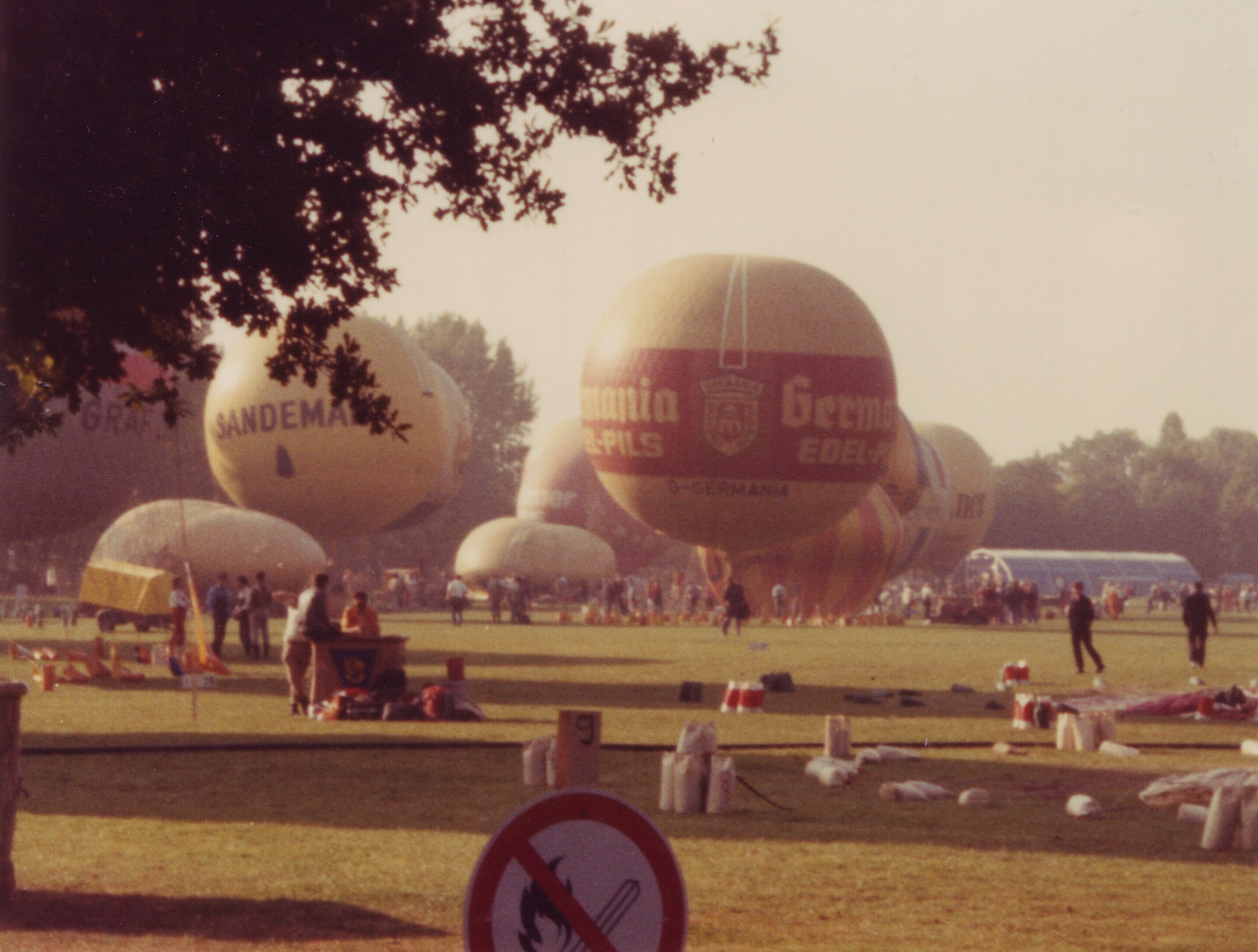
Startvorbereitungen für 32 Gasballons im September 1985 im Ostpark in Frankfurt-Ostend, 200-jähriges Jubiläum des ersten Ballonstarts auf der Bornheimer Heide durch Jean-Pierre Blanchard

Der Gasballon ist ein Ballon, der aus einer dünnen, gasdichten Hülle wie zum Beispiel Latex oder Seidengewebe mit Gummihaut besteht. Er wird mit einem Gas gefüllt, das eine geringere Dichte als die ihn umgebende Luft besitzt und somit zu einem statischen Auftrieb führt. Für dieses so genannte Traggas kommen hauptsächlich Wasserstoff (H2) und Helium (He) in Frage, in der Vergangenheit auch Leucht- bzw. Stadtgas. Der erste unbemannte Flug der Welt mit einem Gasballon wurde am 27. August 1783 in Paris von Jacques Charles und den Gebrüdern Anne-Jean Robert und Nicolas-Louis Robert durchgeführt. Darauf folgte am 1. Dezember 1783 der erste bemannte Flug von Charles und Nicolas-Louis Robert. Der Flug führte vom Tuilerienpalast über eine Strecke von 36 km nach Nesles-la-Vallée.
Helium bietet als unbrennbares Edelgas den Vorteil des gefahrlosen Umgangs; bei kleinen Luftballons an der Hand von Menschen fällt Wasserstoff aus Sicherheitsgründen außer Betracht.

## Gasfüllung
Wasserstoff-Gas ist nur halb so dicht wie Helium-Gas und gibt daher (in trockener Luft) etwa acht Prozent mehr Auftrieb. Ein wasserstoffgefüllter Ballon kann daher etwas mehr Nutzlast im Vergleich zu einem heliumgefüllten Ballon gleicher Größe tragen. Der große Nachteil von Wasserstoff ist jedoch, dass er brennbar ist, was schon mehrfach in der Geschichte der Luftfahrt zu schweren Bränden geführt hat – bekanntestes Beispiel ist das Unglück des Luftschiffs Hindenburg.
Die meisten unbemannten Ballons, wie zum Beispiel die vielen täglichen Wetterballone, werden unter hohen Sicherheitsvorkehrungen in Deutschland mit H2 als Traggas betrieben; das Problem der Entflammbarkeit wird bei den erforderlichen Mengen als beherrschbares Risiko eingeschätzt. Gasballon-Startplätze befinden sich meist dort, wo Wasserstoff in ausreichender Menge zur Verfügung steht und die Ballons kostengünstig gefüllt werden können. Hierzu zählen in Deutschland vor allem chemische Werke wie in Gersthofen bei Augsburg, Bitterfeld, Burgkirchen an der Alz, Ibbenbüren und Marl. Das Startgelände Düsseldorf-Eller zählt ebenso dazu, aufgrund einer Wasserstoff-Pipeline, die von Marl nach Düsseldorf verläuft, um den dort ansässigen Unternehmen eine preiswerte Versorgung mit Wasserstoff zu gewähren. In Gladbeck gibt es seit September 2006 einen neuen Startplatz für Gasballons mit einer Wasserstoff-Pipeline. Angeschlossen ist der Platz an die Hauptleitung des Chemieparks in Marl. Der Startplatz befindet sich im Schlosspark Wittringen. Mittlerweile (September 2016) zählt der „Willi Eimers Airport“, wie dieser Ballonstartplatz seit dem 15. September 2016 heißt, zu den aktivsten Startplätzen Europas. Alleine in der Nacht vom 18. auf den 19. September 2016 starteten hier innerhalb von 90 Minuten nacheinander 32 bemannte Gasballons. In der Schweiz gibt es keinen Startplatz.
Kleine Ballons (Werbe- und Spielzeugballons) füllt man mit einem Ballonfüllventil aus Helium-Druckgasflaschen passender Größe. Die größte übliche, 50 Liter große, mit einer Masse von 49 bis 68 kg, 1,60 m hohe Stahlflasche enthält bei 200 bar Fülldruck ideal 10 m³, real jedoch nur 9,1 m³ Helium, eine Menge, die eine Masse von nur 1,5 kg hat und für 600 Ballons zu 30 cm Durchmesser mit je 15 Liter Volumen reicht. Früher wurde dafür auch brennbares Stadt- beziehungsweise Leuchtgas verwendet. Wird ein Ballon nur mit Luft gefüllt (gleich oder kleiner (kälter) der Umgebungstemperatur), entwickelt er keinen Auftrieb und sinkt im Wesentlichen unter dem Gewicht der Ballonmembran zu Boden. Wegen der Verbrennungsgefahr für Haare, Haut und Kleidung ist es heute nicht mehr zulässig, Ballons für Kinder oder Erwachsene mit brennbarem Gas zu füllen. Häufig wird sogenanntes „Ballongas-Helium“ verwendet bzw. kostengünstigeres Helium ungeprüfter Reinheit.

## Größe, Tragkraft und Steighöhe
Die Tragkraft eines Gasballons hängt vor allem von seinem Volumen und Startgewicht ab (Ballonhülle plus Nutzlast). Die Hüllen kleiner Forschungsballons und Radiosonden wiegen 100 g bis einige Kilogramm, die Nutzlasten beginnen bei etwa 0,2 kg. Bei einer gewichtslosen Hülle wäre der Auftrieb nur von der Differenz der Gasdichte von außen und innen abhängig. Für Luft beträgt sie unter Atmosphärendruck etwa 1,16 bis 1,34 kg/m³ (bei +30 bzw. −10 °C Lufttemperatur), für das Traggas etwa 0,08 bis 0,20 kg/m³ (H2 bzw. He im selben Temperaturbereich).  Damit könnte jeder Kubikmeter Ballon bis zu 1 kg emportragen – und zwar umso schneller (Steigrate), je geringer die Nutzlast ist.
Da mit steigender Höhe der Luftdruck sinkt, dehnt sich das Füllgas beim Aufsteigen eines Ballons aus. Idealisiert bleibt die Auftriebskraft dabei gleich, da zwar Druck und Dichte und damit die Tragkraft der umgebenden Luft sinken, aber in gleichem Maße durch Ausdehnung aufgrund des verminderten Drucks das Ballongas-Volumen proportional zunimmt.
Die maximale Steighöhe eines Gasballons in der Atmosphäre hängt damit vor allem von der Fähigkeit seiner Hülle ab, sich entsprechend der mit der Höhe zunehmenden Expansion des Füllgases möglichst widerstandsfrei auszudehnen. Die elastische Spannung der Hülle nimmt zu, je weiter sie gedehnt wird. Dies führt zu einem steigenden Druckunterschied zur Umgebung, und die Auftriebskraft nimmt ab. Der Aufstieg stoppt bei einer bestimmten Höhe, sobald sich Tragkraft und Gewichtskraft des Gerätes in einem Gleichgewicht befinden.
Ist die Hülle geschlossen und hält sie der Expansion nicht stand, bevor sich dieses Gleichgewicht einstellen kann, platzt der Ballon. Beim Aufstieg von Wettersonden kann das erwünscht sein, um den Aufstieg in einer grob vordefinierbaren Höhe zu beenden und eine Rückkehr der Sonde per Fallschirm zu ermöglichen. Ein guter 800-Gramm-Ballon platzt erst in rund 33 km Höhe, wo der Luftdruck nur etwa ein Prozent des Bodendrucks beträgt. Dabei hat er sich auf den vier- bis fünffachen Durchmesser (etwa 10 m) ausgedehnt und ist Dutzende Kilometer weit sichtbar. Vom abendlichen Sonnenlicht beschienen, sind solche Flugkörper mitunter Ursache für UFO-Meldungen. Ein meteorologischer Ballon trägt eine Kapsel mit den Messinstrumenten und dem Telemetrie-Sender und meist auch Reflektoren zur optischen Vermessung vom Boden aus; auch kleine GPS-Empfänger finden zunehmend Verwendung. Um eine gute Steigrate zu erzielen, muss das Verhältnis Nutzlast zu Ballongröße bzw. Füllung optimiert werden. Eine Auftriebskraft von 5 N (ca. 0,5 kp) ergibt Steigraten von 150 bis 300 Meter pro Minute.
Die Hüllen von Großballons bestehen in der Regel aus nichtelastischem Material. Diese Hüllen besitzen an ihrer Unterseite eine Öffnung. Da das Gas nicht unter Überdruck steht und sich im oberen Bereich der Hülle staut, strömt es nicht nach außen. Durch die Öffnung wird die Expansion des Füllgases beim Aufstieg ausgeglichen. Wird eine bestimmte Höhe überschritten, entweicht Gas aus der Öffnung und der Auftrieb nimmt ab, bis der Aufstieg stoppt, da sich das Volumen des Füllgases in der Hülle nicht mehr vergrößern kann. Soll ein solcher Ballon eine möglichst große Höhe erreichen, wird die Hülle beim Start nur zu einem kleinen Teil ihres Maximalvolumens befüllt. Dadurch kann die Ausdehnung des Füllgases bis zu sehr großen Höhen aufgefangen werden. Der bemannte US-amerikanische Höhenforschungsballon Explorer-2 (1935) war beim Start mit nur 6370 m³ Helium gefüllt, bei einem Gesamtfassungsvermögen von 104.774 m³. Zur Gewichtsersparnis bestehen die Hüllen moderner Stratosphären-Großballons aus nur wenige hundertstel Millimeter dicker Kunststofffolie (z. B. Polyethylen).

## Ballontypen und Einsatzspektrum
Große Gasballons werden vor allem als Wetterballon eingesetzt, bisweilen auch in der Photogrammetrie und Archäologie zur Herstellung von Luftbildern aus niedriger Höhe. In beiden Einsatzbereichen sind Ballongrößen von 1 m aufwärts üblich. Kleinere Ballons sind ein häufiges Kinderspielzeug (siehe Luftballon).
In der Schweiz wurde ein Gasballon eingesetzt, um eine Mobilfunkantenne etwa 1000 m (nächstes Ziel 5 km, final 21 km) über der Schweiz zu positionieren. Google hat mit seinem Projekt Loon (seit Juli 2018 eigenständiges Unternehmen) eine ähnliche Zielrichtung, die NASA listet das Spinoff „GATR“ für militärische Anwendungen oder Zivilschutz.
Unbemannte Gasballons wurden auch schon dafür verwendet, um ferngesteuerte astronomische Teleskope an den Rand der Erdatmosphäre zu transportieren, um dort Beobachtungen außerhalb der Erdatmosphäre durchzuführen. Gasballons wurden auch schon auf anderen Planeten eingesetzt: so setzten die Lander der russischen Venussonden VEGA-1 und VEGA-2 Gasballons in der Hochatmosphäre der Venus aus, um die dort herrschenden Strömungen zu untersuchen. Es gibt z. B. auch seit 2011 das Unternehmen Stratoflights, welches u. a. für Werbung, Events oder private Zwecke Gasballons vermarktet und Infos (z. B. unter Punkt Tutorial – Rechtliches) bereitstellt.
Es gab auch Versuche, Ballons als Transportmittel oder Kran einzusetzen. So baute die CargoLifter AG den Kranballon CL75 AirCrane für Lasten bis zu 75 Tonnen. Es gibt jedoch auch Fesselballone die zu touristischen Zwecken eingesetzt werden, wie zum Beispiel der HiFlyer in Berlin über dem Potsdamer Platz („Die-Welt-Ballon“).
Zum Personentransport sind sie jedoch aus Kostengründen den Heißluftballonen unterlegen. Um gewerblich Passagiere mit Gasballons befördern zu dürfen, müsste wegen der Feuergefährlichkeit von Wasserstoff teures Helium als Traggas verwendet werden. Selbst die Kosten für eine Befüllung eines Gasballons mit kostengünstigerem Wasserstoff würde mehr kosten als die verhältnismäßig geringe Menge an Propangas, die für das Beheizen der Luft in einem Heißluftballon für eine gut einstündige Fahrt benötigt wird. Allerdings können Gasballons bis zu vier Tage ununterbrochen in der Luft bleiben, gängige Heißluftballons je nach Brennstoffvorrat nur einige Stunden. Gasballons fahren zudem völlig lautlos. An einem Netz von Seilen hängt hierbei die Gondel für Passagiere. Soll der Ballon sinken, so lässt man etwas Gas entweichen, soll er steigen, wirft man mit Hilfe einer kleinen Schaufel Ballast in Form von Sand ab. Von Heißluftballons sind Gasballons leicht durch ihre Kugelform zu unterscheiden.
Ein Prallluftschiff ist ein länglich geformter Gasballon mit Antrieb und Steuerflächen. Andere Luftschiffe besitzen oft zusätzliche Tragstrukturen und/oder mehrere Gaszellen (siehe Starrluftschiff).
Der Überdruckballon bläst beim Übersteigen der Prallhöhe kein Gas ab, sondern behält es in der Hülle, wobei der innere Überdruck gegen außen allerdings um 1 hPa je 8 m ansteigt. Deshalb hat das Material eine höhere Festigkeit und auch ein höheres Gewicht. Bei etwa 50 hPa (400 m) bläst das Sicherheitsventil ab. Dieser Ballon hat den Vorteil, dass er ohne Gas- oder Ballastverlust um die Gleichgewichtshöhe pendelt.

## Steuerung
Die Höhensteuerung des Ballons erfolgt entweder über die Reduzierung von Ballast oder die Reduzierung des Auftriebsgases. Ballast wird in Form von Sand oder Wasser mitgeführt und bei Bedarf abgeworfen, wodurch ein Anstieg eingeleitet wird. Soll die Höhe reduziert werden, kann Gas über das Fahrventil abgelassen werden.

## Ballonsport
Wie auch beim Heißluftballon gibt es Wettbewerbe im Gasballonfahren bis hin zur Weltmeisterschaft. Dabei geht es zumeist darum, Ziele mit größtmöglicher Genauigkeit zu erreichen. Aufgrund der längeren Fahrtdauer sind die Distanzen allerdings wesentlich größer als bei entsprechenden Heißluftballonwettbewerben und können durchaus mehrere hundert Kilometer betragen. Ein vollkommen anderer Typ von Wettbewerb ist das Gordon-Bennett-Rennen, bei dem es darum geht, die größtmögliche Distanz zurückzulegen. Die Teilnehmer dieses Rennens sind meist mehrere Tage in der Luft und legen häufig Distanzen von weit über tausend Kilometern zurück.

## Cluster Ballooning
In Los Angeles band am 2. Juli 1982 der Lastwagenfahrer Larry Walters 42 Heliumballons an einen Gartenstuhl. Er stieg bis auf 16.500 Fuß (etwa 5.000 Meter); sein Flug endete zwei Meter über dem Boden in Stromleitungen. Walters wurde als „Lawn Chair Larry“ landesweit bekannt. Er erzielte einen Höhenrekord im clustered balloon flight, dem Fliegen mit Ballonbündeln. Der Rekord wurde nie offiziell anerkannt, da er mit einem ungenehmigten Fluggerät geflogen war.